# Juan Sans Alsina
Juan Sans Alsina, meglio noto come Sans (Calella, 7 maggio 1920 – Granollers, 25 gennaio 2001), è stato un calciatore spagnolo, di ruolo centrocampista.

## Palmarès

### Competizioni nazionali
- Campionato spagnolo: 2

Barcellona: 1944-1945, 1947-1948
- Coppa Eva Duarte: 1

Barcellona: 1947-1948